# Le Chemisier
 (décembre 2020).
Si vous disposez d'ouvrages ou d'articles de référence ou si vous connaissez des sites web de qualité traitant du thème abordé ici, merci de compléter l'article en donnant les références utiles à sa vérifiabilité et en les liant à la section « Notes et références ».
Le Chemisier est une bande-dessinée écrite et illustrée par Bastien Vivès. Elle a été publiée par Casterman le 12 septembre 2018.

## Synopsis
Sévérine, étudiante en lettres modernes, voit sa vie grandement changer lorsque, un soir de baby-sitting, elle se voit prêter par le père de l'enfant qu'elle gardait un chemisier en soie pour remplacer celui sali par les vomissures de la fillette.

## Fiche techniques
- Scénario : Bastien Vivès[2]
- Dessin : Bastien Vivès
- Éditeur : Casterman
- 208 pages - 19.2 x 28 cm
- Noir et blanc - Relié
- (ISBN 9782203168770)

## Récompenses et prix
L'ouvrage a reçu le Prix Wolinski décerné par le magazine Le Point en 2018.